# Research Unix
Research Unix é o termo utilizado para se referir a versões do sistema operacional Unix para computadores DEC PDP-7, PDP-11, VAX e Interdata 7/32 e 8/32, desenvolvidos no Bell Labs Computing Science Research Center ("centro de pesquisa em ciência da computação", conhecido também como "Department 1127").

## História
O termo Research Unix apareceu pela primeira vez no Bell System Technical Journal (Vol. 57, No. 6, Pt. 2 Jul/Ago 1978) para distingüí-lo das outras versões internas do Bell Labs (como o PWB/UNIX e MERT) cujos códigos-fonte haviam divergido da versão do CSRC. O termo no entanto teve pouco uso até o lançamento da versão 8, e foi retroativamente aplicado a versões anteriores. Antes da V8, o sistema operacional era mais conhecido como UNIX (em maíusculas) ou UNIX Time-Sharing System.
Devido a não utilização das primeiras e últimas versões fora do Bell Labs, e seu modelo de desenvolvimento desordenado, as versões Research Unix eram referenciadas pela edição do manual Unix que os descrevem. Assim, o primeiro Research Unix seria a primeira edição e a última a décima edição. Outra forma comum de se referir a eles é "Versão x" (ou Vx), na qual x é a edição do manual.
Todas as edições modernas do Unix (excetuando-se implementações "do zero" como MINIX e Linux, mais conhecidas como tipo-Unix) derivam da sétima edição.